# 前进区
前进区是黑龙江省佳木斯市下辖的一个市辖区。位于佳木斯市区中部。辖区东起安庆路与东风区接壤，西至中山路与向阳区相邻，南至郊区四丰乡和平村，北邻松花江岸。前进区是佳木斯市的中心区，市五大委机关及合江林管局、佳木斯铁路分局、军分区等机关和省直大单位驻在区内。

## 行政区划
前进区下辖4个街道办事处：
永安街道、港湾街道、和平街道、山水街道和前进区农垦。
2016年前，佳木斯市前进区曾下辖6个街道：站前街道，永安街道，奋斗街道，南岗街道，亮子河街道，田园街道。佳政函【2016】29号文件将六个街道撤销，所辖地区由前进区直辖。

## 人口
根据第七次人口普查数据，截至2020年11月1日零时，前进区常住人口为180893人。